# リーヴ・シュレイバー
リーヴ・シュレイバー（Liev Schreiber、本名：Isaac Liev Schreiber, 1967年10月4日 - ）は、アメリカ合衆国の俳優。なお、Lievの発音は「リーエヴ[ˈliːɛv]」、Schreiberはドイツ語読みで「シュライバー」と本人は発音している。
俳優のパブロ・シュレイバーは異母弟。

## 生い立ち
カリフォルニア州サンフランシスコ出身。父親のテル・シュライバーはプロテスタントの俳優、母親のヘザー（旧姓ミルグラム）は祖父の代にウクライナから移民したユダヤ系の画家。父方からはオーストリア、スイス、アイルランド、スコットランドの血を引き、母方からはポーランド、ウクライナ、ドイツからのアシュケナジム・ユダヤ人の血を引いている。俳優のパブロ・シュレイバーは異母弟。1歳の時にカナダに移るが、4歳の時に両親は離婚。母親と共にニューヨークに移り、そこで育つ。父親によると母親はサンフランシスコ時代からLSDの影響で入退院を繰り返していたため措置入院をさせようとしたところ、息子のリーヴを連れて家を出てしまい、離婚の際には親権を争ったという。母親は給湯設備のないロウアー・イースト・サイドの安アパートで、タクシードライバーや張り子人形作りなどでリーヴを育てた。12歳のときにはコネチカット州にあったインドの宗教家のヨガビルに短期間暮らしたこともあった。
母親によってカラー映画を観ることを禁じられ、地元の名画座でサイレント映画やモノクロ映画を観て育ち、特にチャップリンの映画を気に入っていた。
ハンプシャー大学やロンドンの王立演劇学校で演技を学んだ他、1992年にはイェール大学演劇大学院で修士号を取得している。元々は劇作家志望であったが、指導教官により俳優になることを勧められた。

## キャリア
1993年に『In the Summer House』でブロードウェイデビュー。
1994年に『ミックス・ナッツ/イブに逢えたら』で映画デビュー。『スクリーム』シリーズで注目を集める。
舞台俳優として知られており、『テンペスト』『マクベス』などシェイクスピア劇への出演も多い。2005年に舞台『Glengarry Glen Ross』でトニー賞演劇助演男優賞を受賞している。Stage combat choreographer（殺陣師）のライセンスを持つ。
ドキュメンタリー映画のナレーションや、コマーシャルで声の出演をすることも多い。エミー賞ナレーション部門に2017年から三年連続でノミネートされている。
2005年にはイライジャ・ウッド主演の映画『僕の大事なコレクション』で監督デビューを果たした。
2013から放送のドラマ『レイ・ドノヴァン ザ・フィクサー』ではゴールデングローブ賞男優賞（ドラマ部門）に第71回から第75回の5年連続ノミネート。
2015年、『スポットライト 世紀のスクープ』で第9回デトロイト映画批評家協会賞助演男優賞を受賞。同作では同賞ほか数々の批評家協会賞などでアンサンブル演技賞も受賞している。

## 私生活

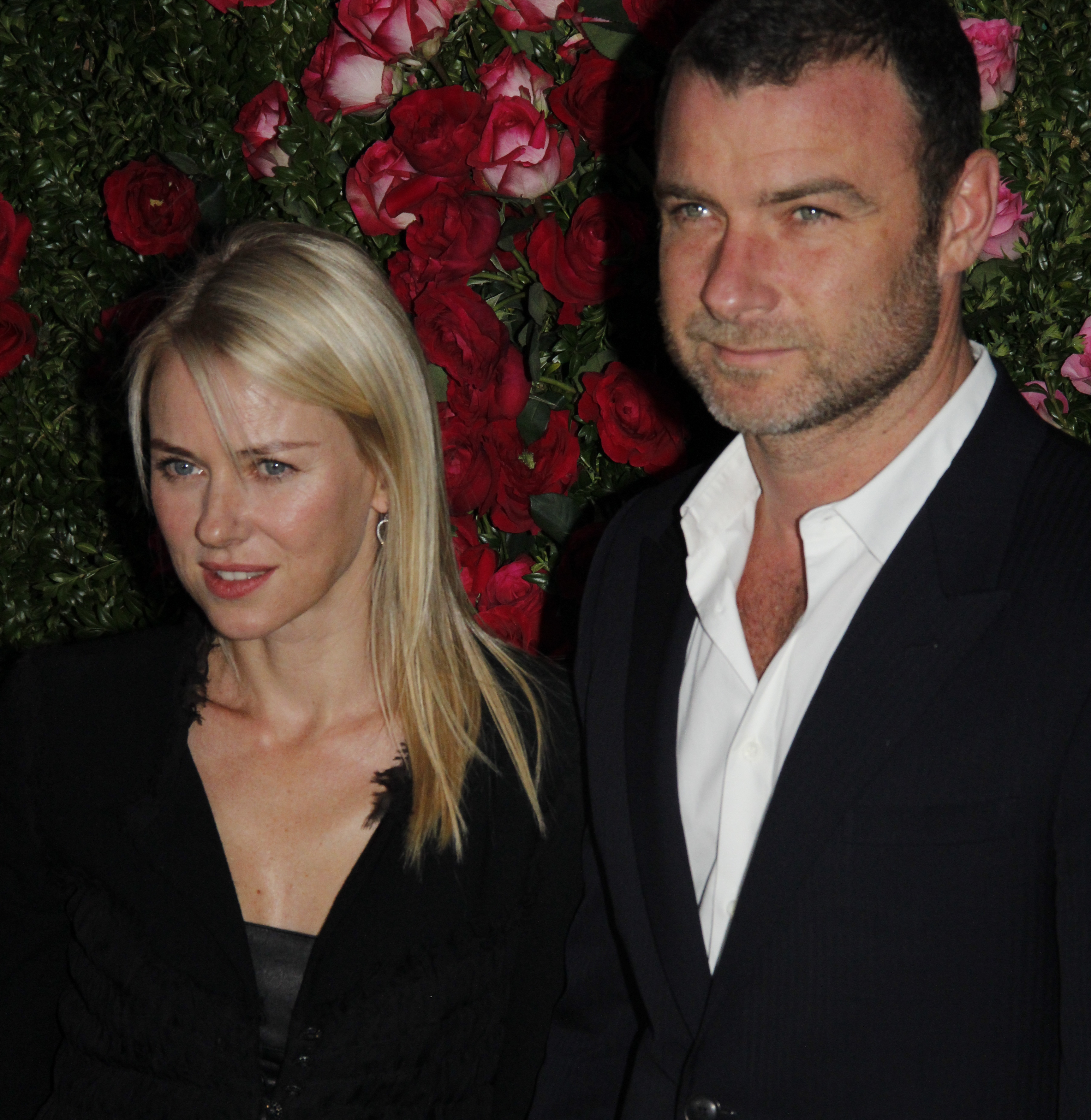
パートナーのナオミ・ワッツと（2012年撮影）

過去に女優のクリスティン・デイヴィスやモデルのケイト・ドライヴァー（ミニー・ドライヴァーの姉妹、映画プロデューサー）と交際。2005年から女優のナオミ・ワッツと交際しており、2007年7月25日に長男（アレクサンダー・ピート）が 、2008年12月14日に次男（サミュエル・カイ）が誕生している。2016年9月、11年にわたる交際に終止符を打ったと報じられた。
トランスジェンダーの娘がいる。

## フィルモグラフィー

### 映画
| 年   | 題名                                                                                    | 役名                                    | 備考                                                                | 吹き替え                                    |
| ---- | --------------------------------------------------------------------------------------- | --------------------------------------- | ------------------------------------------------------------------- | ------------------------------------------- |
| 1994 | ミックス・ナッツ/イブに逢えたら Mixed Nutts                                             | クリス                                  |                                                                     |                                             |
| 1995 | パーティ・ガール Party Girl                                                             | ナイジェル                              |                                                                     |                                             |
| 1995 | バッファロー・ガールズ Buffalo Girls                                                    | オグデン                                | テレビ映画                                                          | 宮本充（ソフト版） 佐久田修（NHK版）        |
| 1995 | マッド・ラブ Mad Love                                                                   | セールスマン                            |                                                                     |                                             |
| 1996 | シェフとギャルソン、リストランテの夜 Big Night                                          | レオ                                    |                                                                     |                                             |
| 1996 | デイトリッパー The Daytrippers                                                          | カール・ペトロヴィック                  |                                                                     |                                             |
| 1996 | サンシャイン・ボーイズ/すてきな相棒 The Sunshine Boys                                   | リッキー・グレッグ                      | テレビ映画                                                          |                                             |
| 1996 | 身代金 Ransom                                                                           | クラーク・バーンズ                      |                                                                     | 中田和宏（ソフト版） 家中宏（テレビ朝日版） |
| 1996 | スクリーム Scream                                                                       | コットン・ウェアリー                    |                                                                     |                                             |
| 1997 | スクリーム2 Scream2                                                                     | コットン・ウェアリー                    | 小杉十郎太                                                          |                                             |
| 1998 | ファントム Phantom                                                                      | ステュー・ワーグル                      | 中原茂                                                              |                                             |
| 1998 | スフィア Sphere                                                                         | テッド・フィールディング博士            | 堀内賢雄                                                            |                                             |
| 1998 | トワイライト 葬られた過去 Twilight                                                      | ジェフ・ウィリス                        | 平田広明                                                            |                                             |
| 1998 | ディープ・ハプニング Since You've Been Gone                                             | Fred Linderhoff                         | テレビ映画                                                          |                                             |
| 1998 | ウェルカム・バクスター Desert Blue                                                      | ミッキー・ムーンデイ                    | 声の出演                                                            |                                             |
| 1999 | オーバー・ザ・ムーン A Walk on the Moon                                                 | マーティ                                |                                                                     | 原康義                                      |
| 1999 | 聖なる嘘つき/その名はジェイコブ Jakob the Liar                                          | ミーシャ                                | 山野井仁                                                            |                                             |
| 1999 | ザ・ハリケーン The Hurricane                                                            | サム・チャイトン                        | 牛山茂                                                              |                                             |
| 1999 | ザ・ディレクター ［市民ケーン］の真実 RKO 281                                           | オーソン・ウェルズ                      | テレビ映画 ノミネート - 第57回ゴールデングローブ賞主演男優賞        | 小山力也                                    |
| 2000 | ハムレット Hamlet                                                                       | レアティーズ                            |                                                                     | 永井誠                                      |
| 2000 | スクリーム3 Scream 3                                                                    | コットン・ウェアリー                    | 小杉十郎太                                                          |                                             |
| 2001 | ニューヨークの恋人 Kate & Leopold                                                       | スチュアート・ベッサー                  | 小山力也                                                            |                                             |
| 2002 | トータル・フィアーズ The Sum of All Fears                                               | ジョン・クラーク                        | 小山力也（ソフト版） 山路和弘（フジテレビ版）                       |                                             |
| 2003 | ヒットラー Hitler: The Rise of Evil                                                     | エルンスト・ハンフシュテングル          | テレビ映画                                                          | 小山力也                                    |
| 2004 | クライシス・オブ・アメリカ The Manchurian Candidate                                     | レイモンド・ショー                      |                                                                     | 木下浩之                                    |
| 2005 | ブルース・イン・ニューヨーク Lackawanna Blues                                           | ユリシーズ・フォード                    | テレビ映画 WOWOW放映時タイトル：『ラッカワナ・ブルース 街角の女神』 |                                             |
| 2005 | 僕の大事なコレクション Everything is Illuminated                                        | N/A                                     | 監督・脚本                                                          | N/A                                         |
| 2006 | オーメン The Omen                                                                       | ロバート・ソーン                        |                                                                     | 東地宏樹                                    |
| 2006 | ペインテッド・ヴェール 〜ある貴婦人の過ち〜 The Painted Veil                            | チャーリー・タウンゼント                | 日本劇場未公開 2014年DVD発売                                        |                                             |
| 2007 | シカゴ10 Chicago 10                                                                     | ウィリアム・クンスラー                  | ドキュメンタリー映画 声の出演                                       |                                             |
| 2007 | 幸せになるための10のバイブル The Ten                                                    | レイ・ジョンソン                        |                                                                     |                                             |
| 2007 | コレラの時代の愛 Love in the Time of Cholera                                            | ロタリオ・トゥグット                    | 金子由之                                                            |                                             |
| 2008 | ディファイアンス Defiance                                                               | ズシュ・ビエルスキ                      | 相沢正輝                                                            |                                             |
| 2009 | ウルヴァリン:X-MEN ZERO X-Men Origins: Wolverine                                        | ヴィクター・クリード / セイバートゥース | ノミネート - ティーン・チョイス・アワード悪役賞                     | 石塚運昇                                    |
| 2009 | ウッドストックがやってくる! Taking Woodstock                                            | ヴィルマ                                |                                                                     |                                             |
| 2010 | レポゼッション・メン Repo Men                                                           | フランク                                | 東地宏樹                                                            |                                             |
| 2010 | エブリ・デイ Every Day                                                                  | ネッド                                  |                                                                     |                                             |
| 2010 | ソルト Salt                                                                             | テッド・ウィンター                      | 東地宏樹                                                            |                                             |
| 2011 | 俺たち喧嘩スケーター Goon                                                               | ロス・レア                              | 日本劇場未公開 DVDスルー(レンタルのみ)                              |                                             |
| 2012 | メンタル Mental                                                                         | トレヴァー                              |                                                                     |                                             |
| 2012 | ミッシング・ポイント The Reluctant Fundamentalist                                       | ボビー・リンカーン                      | 東地宏樹                                                            |                                             |
| 2013 | ムービー43 Movie 43                                                                     | ロバート                                | 「自宅学習」のエピソード                                            | 遠藤純一                                    |
| 2013 | ラスト・デイズ・オン・マーズ The Last Days on Mars                                      | ヴィンセント・キャンベル                |                                                                     | 神奈延年                                    |
| 2013 | 大統領の執事の涙 Lee Daniels' The Butler                                                | リンドン・ジョンソン                    | 宇垣秀成（ソフト版） 東地宏樹（BSジャパン版）                       |                                             |
| 2013 | ジゴロ・イン・ニューヨーク Fading Gigolo                                                | ドヴィ                                  | かぬか光明                                                          |                                             |
| 2013 | パーフェクト・ライフ 愛のかたち A Perfect Man                                           | ジェームズ                              | 日本劇場未公開 2019年ネット配信                                     |                                             |
| 2014 | 完全なるチェックメイト Pawn Sacrifice                                                   | ボリス・スパスキー                      |                                                                     | 大川透                                      |
| 2015 | スポットライト 世紀のスクープ Spotlight                                                 | マーティ・バロン                        | 第9回デトロイト映画批評家協会賞助演男優賞受賞                       | 大塚明夫                                    |
| 2015 | クリード チャンプを継ぐ男 Creed                                                         | HBO 24/7 のナレーター                   |                                                                     |                                             |
| 2016 | フィフス・ウェイブ The 5th Wave                                                         | ヴォーシュ大佐                          | 東地宏樹                                                            |                                             |
| 2016 | チャンプ Chuck または The Bleeder                                                       | チャック・ウェプナー                    | WOWOW放映時タイトル：『チャック ～“ロッキー”になった男～』          |                                             |
| 2017 | 俺たち喧嘩スケーター2: 最後のあがき Goon: Last of the Enforcers                         | ロス                                    | 日本劇場未公開 Netflixで配信                                        | 古田信幸                                    |
| 2017 | マイリトルポニー プリンセスの大冒険 My Little Pony: The Movie                           | ストーム・キング                        | 声の出演                                                            | 小原雅人                                    |
| 2018 | 犬ヶ島 Isle of Dogs                                                                     | Spots                                   | 声の出演                                                            | 森川智之                                    |
| 2018 | スパイダーマン:スパイダーバース Spider-Man: Into the Spider-Verse                       | キングピン                              | 声の出演                                                            | 玄田哲章                                    |
| 2019 | レイニーデイ・イン・ニューヨーク A Rainy Day in New York                                | ローランド・ポラード                    |                                                                     | （吹き替え版なし）                          |
| 2019 | ヒューマン・キャピタル Human Capital                                                    | ドリュー・ハーゲル                      | 兼製作 Netflixで配信                                                | （吹き替え版なし）                          |
| 2021 | フレンチ・ディスパッチ ザ・リバティ、カンザス・イヴニング・サン別冊 The French Dispatch | トークショーのホスト                    |                                                                     | 市橋尚史                                    |
| 2021 | ドント・ルック・アップ Don't Look Up                                                    | バッシュ・ナレーター                    |                                                                     |                                             |
| 2023 | アステロイド・シティ Asteroid City                                                      | J・J・ケロッグ                          | 鷲見昂大                                                            |                                             |
| TBA  | Caught Stealing                                                                         |                                         | プリプロダクション                                                  |                                             |

### テレビ
| 年        | 題名                                            | 役名                                               | 備考                                                                         | 吹替     |
| --------- | ----------------------------------------------- | -------------------------------------------------- | ---------------------------------------------------------------------------- | -------- |
| 2007      | CSI:科学捜査班 CSI: Crime Scene Investigation   | マイケル・ケプラー                                 | 4エピソード 第7シーズン第12話〜第15話                                        | 立川三貴 |
| 2011      | ザ・デイリー・ショー The Daily Show             | 銀行の支店長                                       | 1エピソード 第16シーズン第103話                                              |          |
| 2012      | ロボットチキン Robot Chicken                    | アイアンマン/キング・トリトン                      | テレビアニメ、声の出演、1エピソード 第6シーズン第10話                        |          |
| 2013-2020 | レイ・ドノヴァン ザ・フィクサー Ray Donovan     | レイ・ドノヴァン                                   | 主演 ノミネート - 第71回〜第75回ゴールデングローブ賞: 主演男優賞 (2013-2017) | 東地宏樹 |
| 2015      | ボージャック・ホースマン BoJack Horseman        | コペルニクス                                       | テレビアニメ、声の出演、1エピソード 第2シーズン第12話「Out to Sea」          |          |
| 2016      | ドランク・ヒストリー Drunk History              | ヴィクター・ルスティヒ                             | 1エピソード 第4シーズン第8話                                                 |          |
| 2019      | ザ・シンプソンズ The Simpsons                   | 「デイトライン: スプリングフィールド」のナレーター | テレビアニメ、声の出演、1エピソード 第30シーズン第22話「窃盗事件簿」         |          |
| 2023      | 正義の異邦人:ミープとアンネの日記 A Small Light | オットー・フランク                                 | 2エピソード                                                                  |          |
| 2024      | 理想のふたり The Perfect Couple                 | タグ・ウィンバリー                                 | Netflixオリジナルドラマ                                                      | 山野井仁 |